# Слоновая трава
Перистощети́нник пурпу́рный, или Слоно́вая трава́ (лат. Pennisetum purpureum) — многолетнее травянистое растение, вид рода Перистощетинник (Pennisetum) семейства Злаки (Poaceae). Широко распространённая кормовая культура в тропических и субтропических странах.

## Синонимы
- Pennisetum benthamii Steud.[2]

## Название
Название роду дано за внешний вид соцветий и образовано от слов «перо» (лат. penna) и «щетинистый» (лат. setum).
Русское название «слоновая трава» — дословный перевод английского названия elephant grass. В литературе также можно встретить название «трава Напьера» (англ. Napier grass) — по имени первым из европейцев обнаружившего её в начале XX века в Родезии полковника Напьера.

## Ботаническое описание
Злак с мощной корневой системой, проникающей в почву на глубину до 4,5 метров. Стебли высокие (вегетативные побеги высотой 2—3 метра, генеративные — 3—7 метров), диаметром до 2,5 см, иногда ветвистые, образуют куст до метра диаметром, состоящий из 20—200 стеблей.
Листья также крупные, длиной до метра и шириной до 2,5 см.
Соцветие — колосовидная метёлка длиной 7—30 см.

## Экология и распространение
Растение теплолюбивое, светолюбивое и влаголюбивое (особенно в начальный период роста). В естественных условиях растёт обычно на открытых местах. Оптимальная температура для развития 24—30°С. Не выносит кислых, заболоченных почв.
Родина слоновой травы — Африка. Растение натурализовано в Австралии, Центральной и Южной Америке, южных областях Северной Америки, тропических областях Азии.

## Применение
Благодаря высокой продуктивности (до 400 т/га за год) слоновая трава является широко распространённой кормовой культурой в тропиках и субтропиках. Её используют в основном как зелёный корм и на силос, реже на сено. Иногда выращивают как растение для пастбищ.
Молодые соцветия используются для приготовления супов. Из стеблей делают изгороди, легкие постройки, используют в производстве бумаги. Иногда слоновая трава используется в качестве декоративного растения.
Благодаря мощной корневой системе слоновая трава также применяется для защиты почв от эрозии.

## Культивация
Слоновая трава образует мало семян, к тому же с низкой всхожестью. Поэтому семенное размножение используют реже, чем вегетативное (стеблевыми черенками, корневищами, делением куста), в основном для селекционных работ. Чаще всего для размножения используют стеблевые черенки с 3—4 междоузлиями. С 1 гектара можно получить черенки для посадки 30—40 гектаров слоновой травы.
Зелёная масса, как правило, готова к скашиванию через 75—110 дней после посадки черенков. Листья и особенно стебли с начала появления соцветий сильно грубеют, что снижает кормовую ценность, поэтому траву скашивают каждые 6—8 недель.